# كأس شمال مقدونيا 2007–08
كأس شمال مقدونيا 2007–08 هو موسم من كأس مقدونيا. كان عدد الأندية المشاركة فيه 32، وفاز فيه نادي رابوتنيتشكي.